# Colobothea signativentris
Colobothea signativentris es una especie de escarabajo longicornio del género Colobothea, categorizada en la tribu Colobotheini, de la subfamilia Lamiinae. Fue descrita por Gahan en 1889.

## Descripción
Mide 14-18 mm de longitud.

## Distribución
Se distribuye por Brasil.